# Estêvão III da Hungria
Estêvão III (em húngaro: István; em cree: Stjepan; em esloveno: Štefan; verão de 1147 – 4 de março de 1172) foi rei da Hungria e Croácia entre 1162 e 1172. Foi coroado rei no começo de junho de 1162, logo após a morte de seu pai Geza II. Contudo, seus tios Ladislau II e Estêvão IV, que estavam na corte do Império Bizantino, desafiaram seu direito à coroa. Apenas seis anos após sua coroação, o imperador Manuel I (r. 1143–1180) lançou uma expedição à Hungria, forçando os senhores húngaros a aceitar o governo de Ladislau. Estêvão procurou refúgio na Áustria, mas retornou e tomou Bratislava. Ladislau, que morreu em 14 de janeiro de 1163, foi sucedido pelo tio mais jovem e homônimo de Estêvão, Estêvão IV, sem resistência, mas seu governo era impopular. O jovem Estêvão derrotou seu tio em 19 de junho de 1163 e expulsou-o da Hungria.
Estêvão IV tentou reconquistar seu trono com apoio de Manuel, mas o último fez a paz com Estêvão III. Concordou em enviar seu irmão mais jovem Bela para Constantinopla e permitiu que os bizantinos tomassem o ducado de Bela, que incluía a Croácia, Dalmácia e Sírmio. Numa tentativa de recapturar esses territórios, Estêvão fez guerra contra o Império Bizantino entre 1164 e 1167, mas não pode derrotá-lo. Os historiadores atribuem-lhe a criação das "leis de Alba Cividade", o primeiro exemplo de privilégios extensivos concedidos a uma cidade no Reino da Hungria. Ele concluiu uma concordata com os Estados Pontifícios em 1169, renunciando o controle da nomeação dos prelados. Morreu sem crianças.

## Vida

### Infância
Estêvão era o filho mais velho de Geza e sua esposa Eufrosina de Quieve. Nasceu no verão de 1147 quando os cruzados franceses estavam marchando através da Hungria em direção a Terra Santa. O rei Luís VII custeou seu batismo. Uma dama chamada Margarida, que escreveu seu último desejo em 1152, mencionou que "rei Geza reinou junto de seu filho, o duque Estêvão" naquele ano, indicando que o rei oficialmente nomeou Estêvão como herdeiro. Contudo, sua posição como sucessor de seu pai permaneceu insegura, especialmente após seus dois tios, Estêvão e Ladislau, deixarem a Hungria no final dos anos 1150. Eles se assentariam na corte do imperador Manuel I (r. 1143–1180) em Constantinopla. Geza concedeu a Dalmácia, Croácia e Sirmio a seu filho mais jovem Bela como apanágio pouco antes de sua morte.

### Reinado

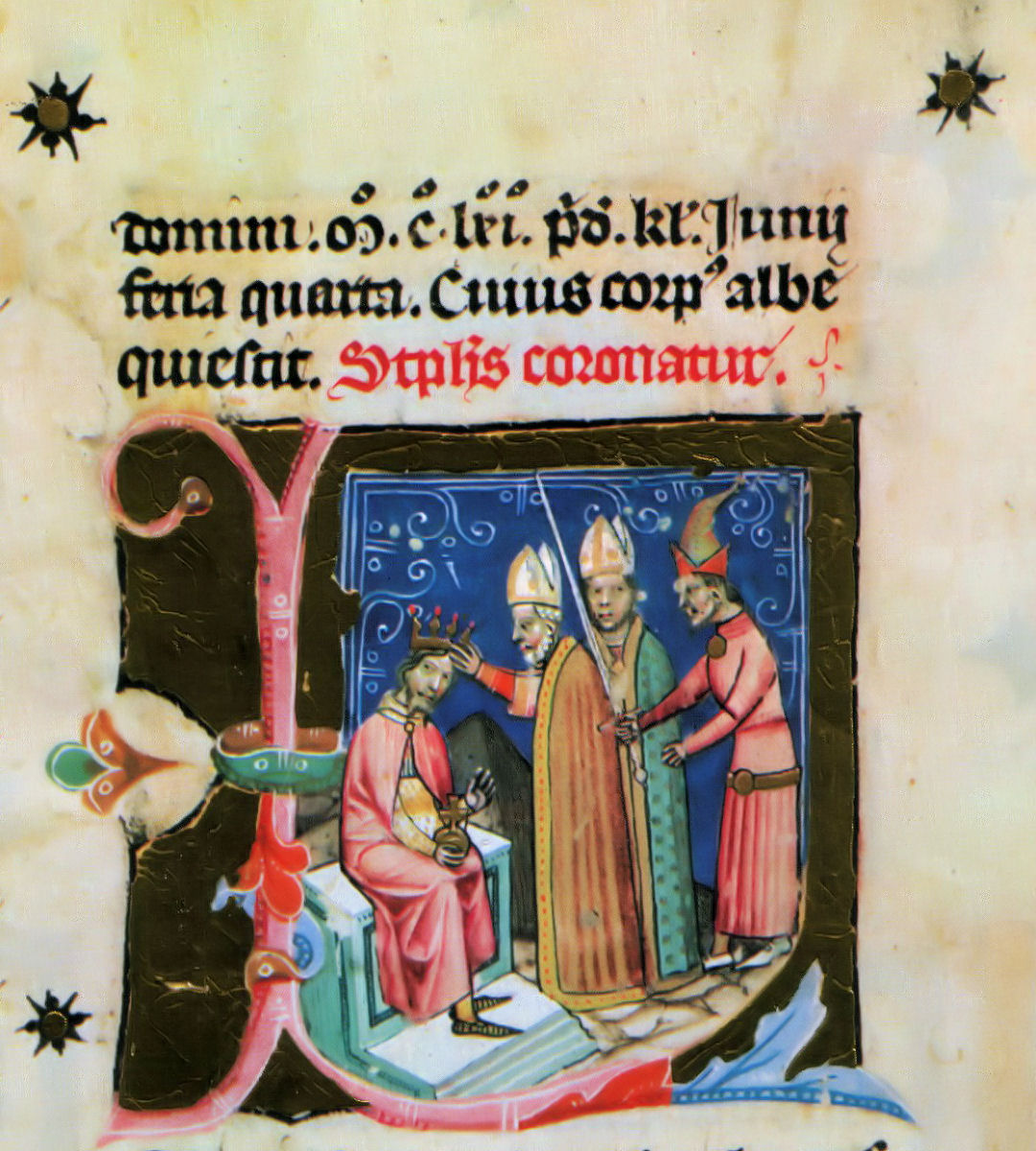
Estêvão coroado rei. Iluminura da Crônica Iluminada

#### Luta pelo trono(1162–1164)
Geza morreu em 31 de maio de 1162. O arcebispo Lucas de Estrigônio corou Estêvão, então com 15 anos, sem atraso. Ao ouvir da morte de Geza, Manuel dirigiu-se às pressas à Hungria, pois "colocou alto valor na soberania" do país, segundo o historiador bizantino João Cinamo. Outro historiador bizantino, Nicetas Coniata, escreveu que o imperador decidiu apoiar o tio mais jovem e homônimo do rei na sua tentativa de conseguir o trono na esperança de "poder receber a posse indiscutível e garantida" de Sirmio e Zemuno de seu protegido. Quando apoiou a reivindicação do irmão mais velho do rei, referiu-se à "lei húngara" que prescrevia que a coroa deveria passar "sempre aos irmãos sobreviventes", segundo Cinamo.
Manuel enviou exército à Hungria que avançou tão longe quanto Haram, onde seus emissários abriram negociações com os barões húngaros. Subornados pelos bizantinos e temerosos de uma invasão, os magnatas concordaram em aceitar Ladislau, que era o mais velho dos dois tios do rei, como um "candidato comprometido". O exército de Estêvão foi repelido em Capuvária. Fugiu da Hungria e procurou refúgio na Áustria seis meses após sua coroação. O arcebispo Lucas foi um dos poucos que permaneceram leais ao jovem monarca, recusando coroar seu tio. Depois do arcebispo Miguel de Coloca realizar a coroação de Ladislau, Lucas excomungou o usurpador, alegando que tomou ilegalmente a coroa de seu sobrinho.
Ele retornou da Áustria e capturou Bratislava. Não pode tomar vantagem da morte de seu tio em 14 de janeiro de 1163, pois Ladislau foi sucedido por seu irmão mais jovem, Estêvão IV. No entanto, o apoio de Estêvão IV aos interesses do Império Bizantino causou insatisfação entre os barões húngaros. O jovem Estêvão reuniu um exército de barões que desertaram seu tio e aumentou-o com mercenários germânicos. Estêvão III derrotou o tio em Alba Cividade em 19 de junho de 1163. O Estêvão mais velho foi capturado, mas Estêvão III libertou-o sob conselho de Lucas. O arcebispo, junto com a rainha viúva Eufrosina, permaneceram os principais conselheiros do jovem durante seu reinado. O Estêvão destronado fugiu ao Sacro Império Romano Germânico, mas partiu pouco depois ao Império Bizantino, onde Manuel novamente prometeu seu apoio.

#### Guerras com o Império Bizantino(r.1164–1167)

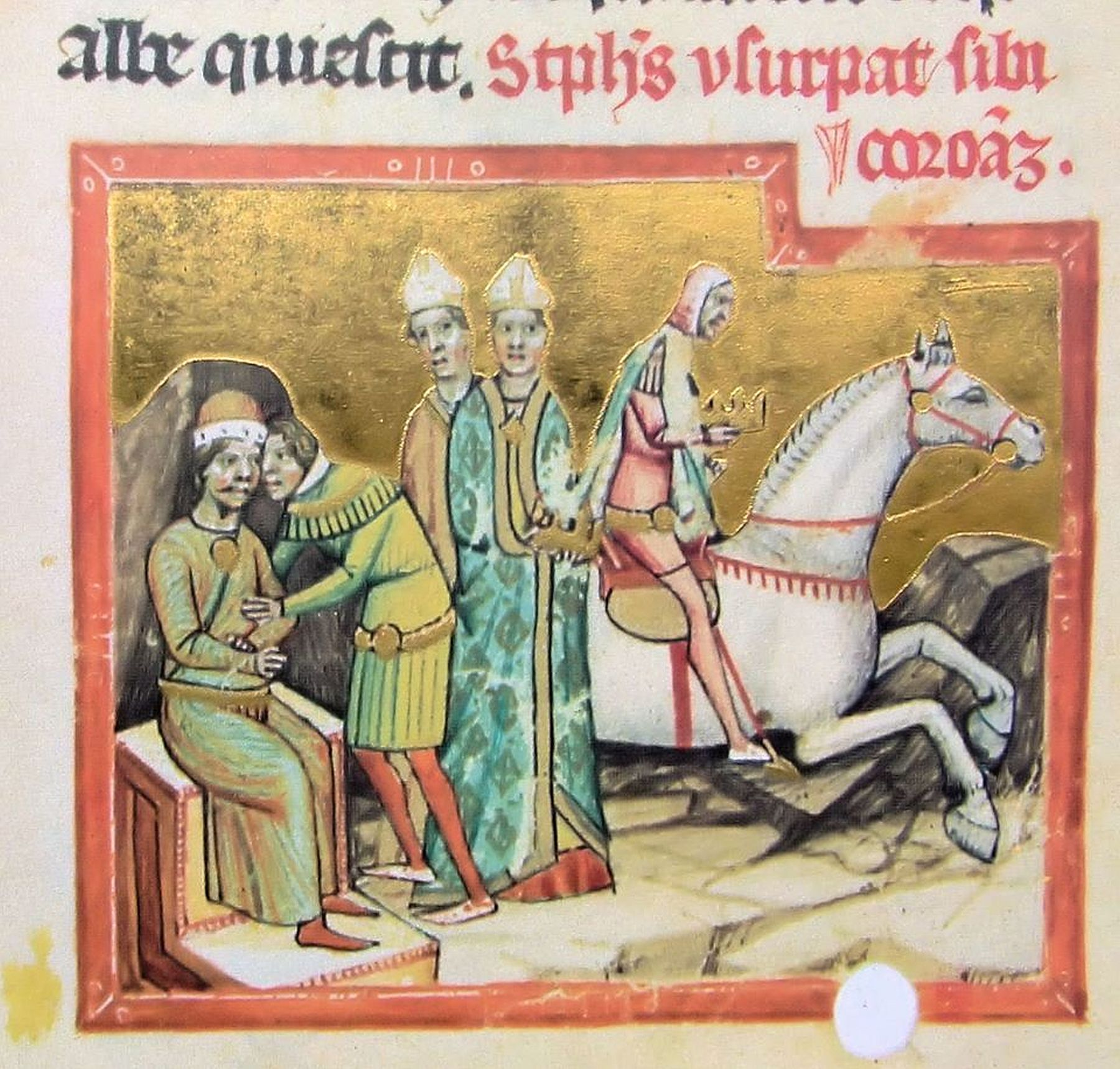
usurpa o trono. Iluminura da Crônica Iluminada

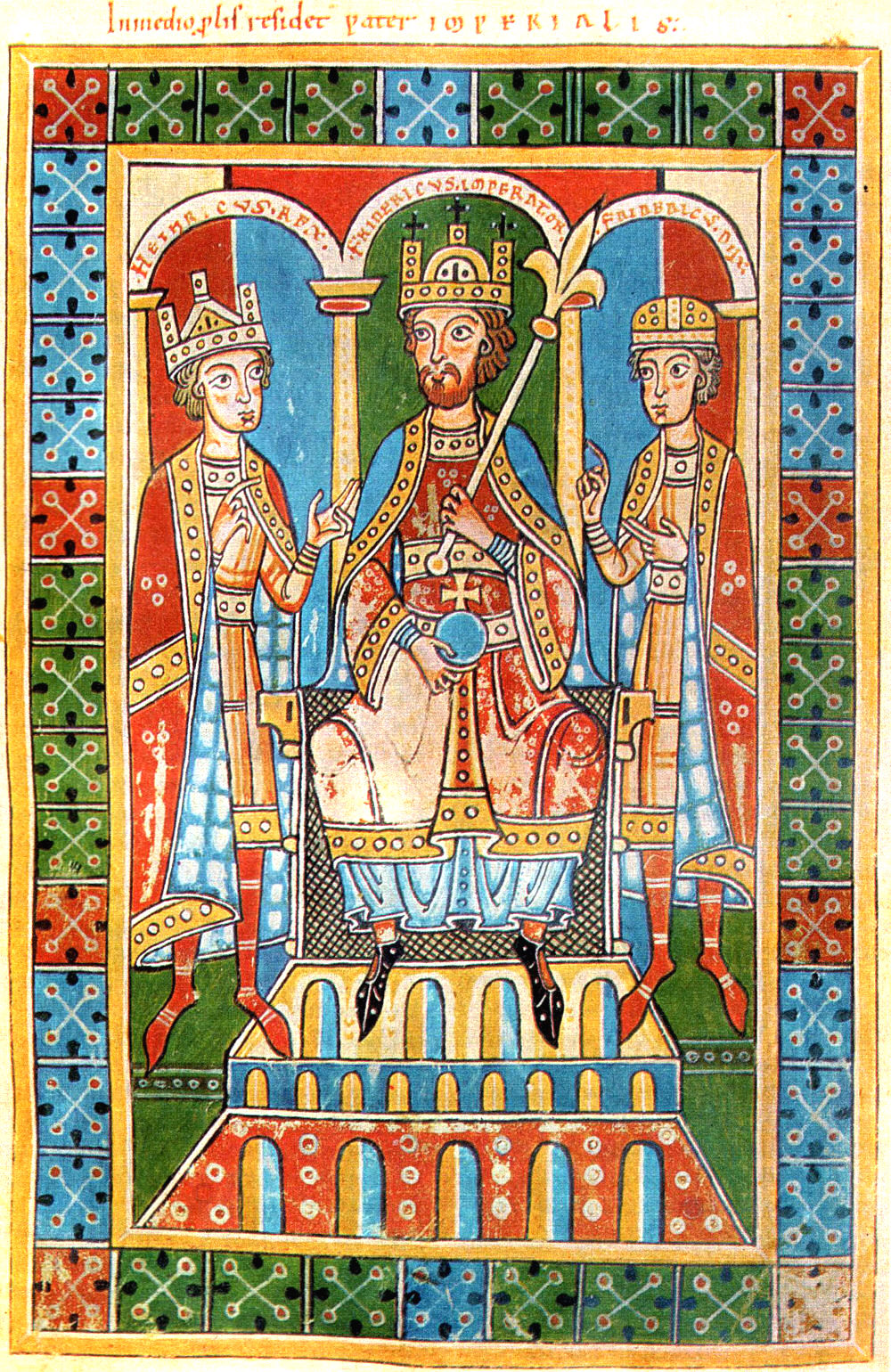
Iluminura de com e

Manuel enviou um exército à Hungria para ajudar Estêvão IV a readquirir o trono. O jovem Estêvão procurou assistência do rei da Boêmia Ladislau II (r. 1140–1172) contra seu tio e os bizantinos, mas os barões boêmios recusaram-se lutar. Depois, Estêvão III enviou emissários a Manuel, mas "eles prometeram nada genuíno", segundo Cinamo. O imperador continuou sua campanha, mas logo "percebeu que era então impossível para" seu protegido "governar a terra dos húngaros" e abriu negociações com Estêvão III. Segundo seu tratado de paz, Manuel reconheceu o governo do jovem Estêvão, e o último concordou em enviar seu irmão Bela à Constantinopla. Estêvão III também prometeu que permitiria aos bizantinos tomar controle do ducado de Bela.
Abandonado por Manuel, Estêvão IV aproximou-se de imperador Frederico I. Em torno da mesma época, um grupo de barões húngaros e prelados enviou uma carta a Frederico, alegando que desejavam aceitar sua suserania. Estêvão III também enviou seus emissários a Frederico, que decidiu não intervir, mas ordenou aos seus vassalos — o rei da Boêmia, o duque da Áustria e o marquês da Estíria — ficassem de olho na situação política na Hungria. O filho de Ladislau, Esvatopluque, casou-se com a irmão de Estêvão III, Odola. O noivado de Estêvão III com uma filha de nome incerto de Jaroslau Osmomislo da Galícia também foi nessa época.
No ano seguinte, Estêvão quebrou seu tratado com Manuel e "usurpou a herança de Bela", segundo Cinamo. Um cartuxo de 1164 do arcebispo Pedro de Espalato foi datado em referência ao governo de Estêvão III e seu bano Ompudino, sugerindo que ao menos uma parte do ducado de Bela — a Dalmácia Central — estava sob governo de Estêvão naquele tempo. Por outro lado, O tio destronado de Estêvão invadiu Sirmio onde massas de resistentes celebraram seu retorno. Acompanhado por forças do rei Ladislau, e tropas auxiliares da Áustria e Galícia, Estêvão lançou uma campanha contra ele. Manuel, que estava a ponto de marchar contra o Reino Armênio da Cilícia, retornou ao Danúbio e atacou a Hungria, avançando tão longe quanto Baco. Ele contactou Ladislau e persuadiu-o a negociar um acordo de paz com Estêvão. Abandonado por seu aliado mais importante, Estêvão foi obrigado a renunciar Sirmio em favor do Império Bizantino, mas apenas após o imperador prometer que nunca apoiaria seu tio. Mesmo assim, Manuel permitiu ao destronado ficar em Sirmio.
| “ | Nós viemos, meu garoto, não para guerrear contra os húngaros, mas para recuperar suas terras para Bela, seu irmão, não algo que tenhamos destruído por nossa força, mas que você e seu pai concederam muito antes. Também para recuperar do perigo seu tio Estêvão, que está relacionado por casamento a nossa majestade. Se é de acordo com a sua vontade que Bela deveria ser nosso genro, algo que foi previamente acordado por você, por quê você rapidamente abandonou nossa amizade ao falhar em entregar-lhe a terra? Se você se opõe ao casamento, e algo mais parece certo em relação a isso, saiba que nos abstemos constrangê-lo mais. | ” |
|   | — Carta de Manuel de 1164 para Estêvão. |   |

Logo, Estêvão invadiu a Dalmácia, embora prometeu ao doge Vital II Miguel (r. 1156–1172) que ele se retiraria das cidades dálmatas. Após a chegada de Estêvão os cidadãos de Zadar repeliu o governador veneziano e aceitou sua suserania. Ele novamente atacou Sirmio e sitiou seu tio em Zemuno na primavera de 1165. Manuel decidiu fazer um contra-ataque, mas uma rebelião de seu primo Andrônico Comneno evitou que marchasse ao Danúbio. No entanto, Manuel enviou emissários aos monarcas que antes apoiavam Estêvão, persuadindo-os a permanecerem neutros no conflito. O tio de Estêvão morreu de envenenamento durante o cerco em 11 de abril. A fortaleza logo caiu para Estêvão. Os bizantinos iniciaram o contra-ataque no final de junho. Um exército sob comando de Manuel sitiou Zemuno e recapturou-a; uma outra força bizantina invadiu e ocupou a Bósnia e Dalmácia. A marinha veneziana interveio ao lado dos bizantinos na Dalmácia, forçando Zadar a novamente aceitar o governo do doge. Estêvão poderia apenas concluir um novo acordo de paz com Manuel após renunciar Sirmio e a Dalmácia.
| “ | [Estêvão] enviou emissários ao imperador, homens da aristocracia e um que gozava de ofício de bispo, e concordou em render [Sirmio] novamente aos romanos, e além disso toda a Dalmácia. Quando chegaram à vista do imperador, disseram o que lhes foi comandado e pediram ao imperador que abandonasse sua cólera. De início se recusou, dizendo, "de fato seria estimável, emissários, se alguém pensasse em restaurar devidamente aquelas coisas que foram anteriormente roubadas. Mantemos [Sirmio], readquirimos [Zemuno], já somos mestre dos dálmatas, somos senhores de tudo isso junto, dos quais vocês doadores foram privados. Então, há outra entre [Sirmio] entre vocês? outra [Zemuno] e Dalmácio que agora vieram dar-nos? [...]" Assim primeiro respondeu-os, mas mudando sua mente, disso, "mas então, para que você possa saber que desejamos fazer a paz como um presente para você, que são cristãos, venham, façam os juramentos." | ” |
|   | — João Cinamo: Feitos de João e Manuel Comneno. |   |

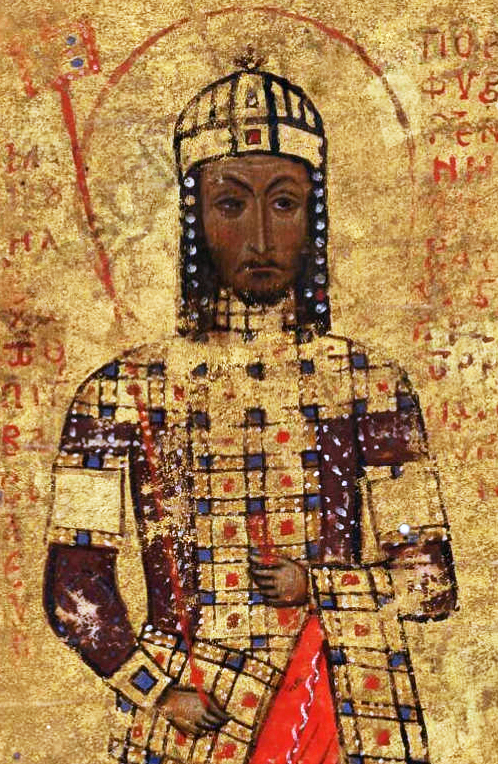
Iluminura de r.

Um exército húngaro sob comando do ispano Dionísio da Hungria atacou Sirmio novamente na primavera de 1166. Os húngaros repeliram um exército bizantino, e ocuparam a província toda com exceção de Zemuno. Manuel enviou três exército contra a Hungria. O primeiro, que estava sob comando do protoestrator Aleixo Axuco e Bela estava estacionado próximo do Danúbio para distrair a atenção dos movimentos das outras duas unidades, que saquearam a Transilvânia sob comando de Leão Vatatzes e João Ducas Camatero. A campanha bizantina causou grande devastação nos territórios orientais do Reino da Hungria, forçando Estêvão a procurar reconciliação. Sob se pedido, o duque da Áustria Henrique II (r. 1140–1177), cuja esposa era sobrinha de Manuel, mediou o armistício. Ao fim do ano, Estêvão casou-se com Inês, filha do duque. Por volta da mesma época, um exército húngaro invadiu a Dalmácia e capturou Nicéforo Calufa, governador bizantino da província. Estêvão confirmou propriedades em Alba Marítima e os privilégios de Sebenico em 1166 e 1167, respectivamente, garantindo que as cidades aceitariam sua suserania após a campanha.
Manuel enviou um exército para Sirmio e sua frota para Zemuno após a páscoa de 1167. Os húngaros reuniram suas tropas, e recrutaram o mesmo número de forças aliadas como mercenários, especialmente germânicos, segundo Coniata. O contemporâneo Reuíno escreve que Estêvão "fez guerra contra o imperador dos gregos" pois tinha recebido e assistido seu irmão, Bela. Segundo Reuíno e Henrique de Mugelno, Estêvão recebeu apoio de seu sogro. Contudo, o exército bizantino liderado por Andrônico Contostefano aniquilou os húngaros, que estava sob comando do ispano Dionísio, numa batalha decisiva travada próximo de Zemuno em 8 de julho. Cinamo escreveu que "a guerra contra os húngaros" concluiu-se no campo de batalha.  Segundo Henrique de Mugelno, Estêvão assinou um acordo de paz renunciando o ducado que seu pai havia entregue a Bela. Ele também chegou em termos com Vital Miguel, dando sua sobrinha Maria ao filho do doge, Nicolau, em 17 de dezembro de 1167, segundo a História dos Doges de Veneza do século XIII.

#### Últimos anos(1167–1172)

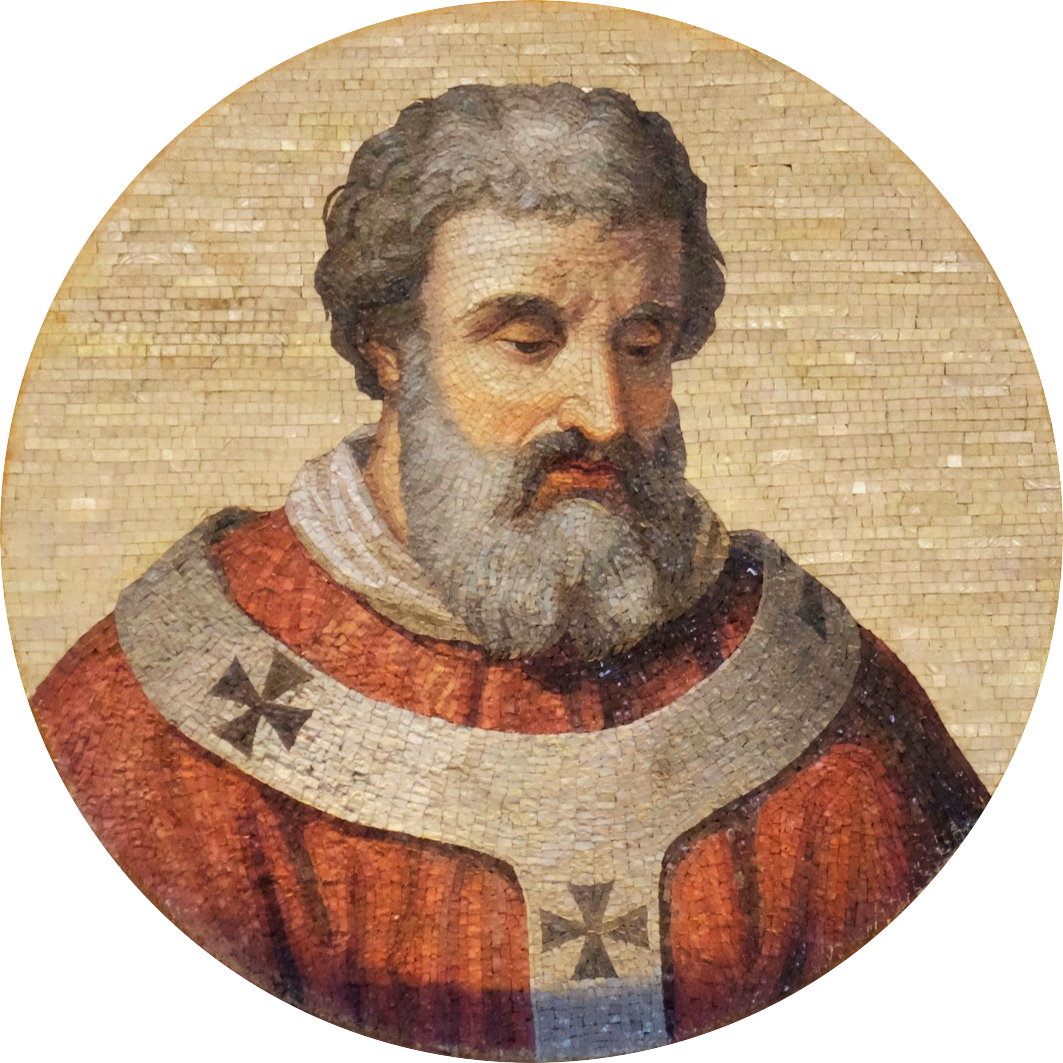

Não há evidências que sugiram que Estêvão usou receitas da Igreja para financiar suas guerras com o Império Bizantino. O epistolário de Tomás Becket e João de Salisbúria revela que os princípios da Reforma Gregoriana não foram completamente introduzidos na Hungria "devido aos atos descontrolados de tirania pelos seculares contra as instituições apostólicas" no final dos anos 1160. Estêvão transferiu o bispo Prodano de Zagrebe de sua diocese sem consultar a Santa Sé. O papa Alexandre II enviou seu legado o cardial Manfredo à Hungria em 1169, que discutiu as questões com o rei, a rainha-mãe e os prelados. As negociações terminaram com um acordo que proibiu o monarca de depor ou realocar prelados ou confiscar sua propriedade. O papa apoiou Estêvão contra o arcebispo Lucas de Estrigônio quando o arcebispo tentou impedir a consagração do protegido do rei, André, bispo-eleito de Jaurino, devido a sua alegada eleição não-canônica.
Os Cavaleiros Templários se assentaram na Hungria durante o reinado de Estêvão. Segundo os historiadores Ferenc Makk e Pál Engel, Estêvão conferiu privilégios especiais colonos valões de Alba Cividade, incluindo sua isenção de deveres aduaneiros por todo o reino; no século XIII, os mesmos privilégios, as chamadas "Leis de Alba Cividade", foram conferidas a mais cidades, contribuindo ao seu desenvolvimento. Estêvão morreu em 4 de março de 1172. Arnoldo de Lubeque, que estava na Hungria à época, escreveu que um rumor se espalhou no país no qual se dizia que o rei foi envenenado. Estêvão foi sepultado em Estrigônio.

## Família
O noivado de Estêvão com a filha de Jaroslau Osmomislo da Galícia acabou em 1166. Casou-se com Inês da Áustria ao fim do ano. Desse casamento um filho, Bela, nasceu em 1167, mas a criança morreu no mesmo ano. Inês viveu além do marido e estava grávida no tempo de sua morte. Seu pai, que estava na Hungria quando Estêvão morreu, levou Inês à Áustria. Inês deu à luz um segundo filho, mas seu destino é desconhecido. Ela novamente casou-se com Armando da Caríntia.

## Árvore genealógica da Casa de Arpades
|-